# 타치카와 메구미
타치카와 메구미, 2월 22일~)는 일본 도쿄 출신의 만화가이다. 일본의 유명 출판사인 고단샤에서 주최한 나카요시 만화 스쿨(なかよしまんがスクール) 출신의 작가이다.
1992년에 데뷔작인 16세의 티아라가 제13회 코단샤 나카요시 신인 만화상에 입선하였으며, 이 작품이 같은 회사의 나카요시 디럭스(なかよしデラックス) 1992년 2월호에 실려서 데뷔하게 되었다. 이후 코단샤의 만화잡자 나카요시(なかよし)의 주요 작가로서 많은 활동을 하게 된다. 대표적인 작품으로는 괴도 세인트 테일(怪盗 セイント・テール, 국내명 천사소녀 네티), 몽환전설 드림사가(夢幻伝説 タカマガハラ), 전뇌소녀☆Mink(電脳少女☆Mink)가 있다. 2003년부터는 동인지 작가로서의 활동과 게임 제작 등에도 활동 영역을 넓혔다. 타치카와 메구미는 아다치 미츠루의 팬이지만 그녀가 가장 좋아하는 작품은 일반적으로 인기가 높은 터치가 아니라 일곱빛깔 무지개(虹色とうがらし)이며, 이 작품의 영향은 타치카와 메구미의 대표작 중 하나인 '몽환전설 드림사가'에도 나타나 있다.

## 작품 리스트
- 16세의 겨울 / 16歳のティアラ 괴도 세인트 테일 6권 단행본에 수록
- 봄을 부르는 오르골 / 春を呼ぶオルゴール - 괴도 세인트 테일 1권 단행본에 수록
- 운명의 재회 / ひ～ふ～み～ 괴도 세인트 테일 7권 단행본에 수록
- 나팔꽃의 초상 / あさがおのポートレート - 괴도 세인트 테일 1권 단행본에 수록
- 고래가 날게 된 날 / くじらが飛んだ日 괴도 세인트 테일 6권 단행본에 수록
- Hot Typhoon / 熱烈台風娘
- 몽식안내인 / 夢食案内人
- 너스 콜 ・ 러브 콜 / ナースコール・ラブコール
- 여름방학 만세 / 真夏にジャストミート 괴도 세인트 테일 7권 단행본에 수록
- 괴도 세인트 테일 (천사소녀 네티) / 怪盗 セイント・テール
- 몽환전설 ~ Dream Saga ~ / 夢幻伝説 タカマガハラ ～Dream Saga～
- 산고양이 자리는 일등성 / やまねこ座は一等星
- 클릭☆Mink / 電脳少女☆Mink
- 컴플렉스 크리스마스 / コンプレックス・クリスマス
- 은빛 숲의 전설 / 銀の森の伝説
- Delivery Boy ~ 전설의 하우스키퍼 ~ / Delivery Boy ～伝説のハウスキーパー～ (동인지)
- 함께... / 一緒に…（포 사이드 닷 컴 제공의 모바일 만화 컨텐츠)

## 제작 참여
- FIREFIGHTER F.D. 18 (코나미의 PS2용 게임・각본 담당)
- (일본어) Mulberry Field (온라인 게임・캐릭터 디자인과 일러스트, 각본 담당)

## 같이 보기
- 괴도 세인트 테일
- 몽환전설 타카마가하라 ~Dream Saga~